# 비비추속
옥잠화(玉簪花)는 용설란아과 비비추속의 여러해살이풀의 총칭이다.

## 특징
주로 동아시아에 분포하며 비비추속에 속하는 내한성 여러해살이풀의 총칭으로 약 23~45종이 있다. 큰옥잠화는 넓은 달걀꼴의 희고 아름다운 큰 잎이 있어 무늬잎의 호스타운둘라타와 함께 관상용에 이용된다. 대륜의 흰꽃으로 밤에 피는 비녀옥잠화는 향기가 있으며 매우 아름답다. 이 밖에 야생종으로 비비추·좀비비추 등이 있다. 재배법에 따라 크기가 다른데, 앞길이 1m인 것, 소형종을 작은 분재로 하면 5cm인 것도 있다. 대형 및 중형종의 줄기는 육질로 짧고, 소형종의 줄기는 섬유질로 1-7cm 정도로 가늘게 자라며 해마다 봄에 눈을 1-수개를 내어 번식한다. 대부분의 종류는 긴 잎자루에 거꿀달걀꼴의 끝이 뾰족한 나란히맥이 잎이 달린다. 나란히맥과 그물맥이 둘다 공존한다. 학자들은 외떡잎식물이므로 나란히맥일 확률이 높다고 한다. 잎 모양은 넓은 것 및 좁은 것 등 여러 가지이다. 큰 눈의 중앙으로부터 꽃줄기가 나오며 일찍 피는 종은 5월에, 늦게 피는 종은 10월에 꽃이 핀다. 꽃줄기는 곧추서거나 비스듬하며 길거나 짧고 몇 개의 꽃에서부터 많은 꽃이 달린다. 꽃은 6개의 갈라진 종 모양으로, 연한 자청색이 많다. 매우 튼튼해 몇 년에 한 번 포기나누기하여 옮겨 심는다. 산옥잠화 등의 몇 종을 재회하면 내건성은 강하지만, 습기가 있는 곳에서 생장이 빠르다. 내음성은 종류에 따라 다르다. 원예품종은 매우 많으며 관엽관화의 중요한 식물이다. 뿌리가 매우 잘 자라 경사지의 방토나 암벽의 붕괴 방지에도 도움이 되고, 빽빽이 심으면 지표의 과도한 건조를 막을 수도 있다.

## 전설
중국에 피리를 잘 부는 사람이 있었다.
정자에서 혼자 피리를 부는데 갑자기 주의는 밝아지고 어느 한 선녀가 왔다.
그 선녀는 달에서 왔고 피리를 배우고자 왔다.
그가 피리를 열심히 부르니 선녀는 서둘러 떠날 준비를 하였다.
선녀는 머리의 비녀를 빼면서 주다가 그만 떨어트렸다.
그 비녀를 찾으려는 그 남자는 찾으러 다녔지만, 찾을 수 없었다.
그 비녀가 있는 곳에는 연보라빛 옥잠화가 피어있었다고 한다.
그래서 옥잠화의 꽃말도 고요이다.

## 하위 종
| - Hosta albofarinosa - 일월비비추(Hosta capitata) - Hosta cathayana - 주걱비비추(Hosta clausa) - Hosta fluctuans - Hosta gracillima - Hosta hypoleuca - Hosta ibukiensis - 다도해비비추(Hosta jonesii) - Hosta kikutii - Hosta kiyosumiensis - 비비추 (Hosta longipes) - 산옥잠화(Hosta longissima) - 좀비비추(Hosta minor) - Hosta montana - Hosta nakaiana | - Hosta nigrescens - 옥잠화 (Hosta plantaginea) - Hosta pulchella - Hosta pycnophylla - Hosta rectifolia - Hosta rupifraga - Hosta shikokiana - 큰비비추(Hosta sieboldiana) - Hosta sieboldii - 해인비비추(Hosta tardiva) - Hosta tibae - Hosta tortifrons - Hosta tsushimensis - Hosta ventricosa - 한라비비추(Hosta venusta) - 흑산도비비추(Hosta yingeri) |